# Maison des Conférences de Nérac
La maison des Conférences est située en France à Nérac, dans le département de Lot-et-Garonne en région Nouvelle-Aquitaine.

## Localisation
La maison est située 10, 12 place Saint-Nicolas, entre la rue de l'École et la rue des Conférences, à Nérac, dans le département français de Lot-et-Garonne.

## Historique
Le 3 février 1579, Catherine de Médicis étant à Port-Sainte-Marie a décidé de se rendre à Nérac pour les conférences entre catholiques et protestants afin de rétablir la paix et mettre fin aux guerres de religion. La reine-mère séjourne au château de Nérac avec son train du 4 février au 4 mars. La Conférence de Nérac a débuté le lendemain de l'arrivée à Nérac de la reine-mère. La conférence s'est terminée le 25 février. Les 27 articles de l'accord ont été signés le 28 février par Catherine de Médicis et Henri III de Navarre. Ils sont signés par le roi de France Henri III le 14 mars. Ils accordent 14 nouvelles places de sûreté aux protestants pour six mois et reprend ce qui a été accepté par le traité de Bergerac.
La tradition a désigné cet hôtel comme lieu de ces conférences entre catholiques et protestants, mais il est probable que l'essentiel des discussions a dû se dérouler dans le château de Nérac.
Un premier hôtel a été construit dans la Ire moitié du XVIe siècle à l'emplacement de demeures médiévales. Ce premier hôtel a conservé des murs des constructions médiévales. Il est composé d'un corps de logis principal et d'une aile en retour précédée sur cour comprenant trois galeries superposées.
Un pavillon abritant un escalier a été ajouté à la fin du XVIe ou au début du XVIIe siècle contre la façade du premier hôtel.
Un bâtiment est ajouté dans la cour arrière au XVIIe siècle.
La façade de l'hôtel sur rue de l'École est modifiée et un bâtiment, aujourd'hui détruit, est édifié dans la cour arrière au XVIIIe siècle.
L'ensemble a été divisé en petites propriétés au XVIIe ou au XVIIIe siècle.
Au troisième tiers du XVIIIe siècle, trois maisons sont construites sur le terrain donnant sur la place Saint-Nicolas. En 1764, celle de l'angle sud-ouest est en cours de réalisation pour Poudensan, puis Lasalle.
La « Maison des Conférences » est devenue propriété municipale en 1981 à la suite d’une donation.
Les façades sur cour, la couverture et la salle des conférences ont été classées au titre des monuments historiques le 14 novembre 1988, les bâtiments et les sols sont inscrits au titre des monuments historiques le 12 avril 1996,.